# Casolés
Casolés (en francès Cazoulès) és un municipi francès situat al departament de la Dordonya i a la regió de la Nova Aquitània.

## Demografia
| 1962                                       | 1968 | 1975 | 1982 | 1990 | 1999 | 2007 |
| ------------------------------------------ | ---- | ---- | ---- | ---- | ---- | ---- |
| 349                                        | 332  | 352  | 409  | 397  | 436  | 436  |
| Des de 1962: població sense dobles comptes |      |      |      |      |      |      |

## Administració
| Període   | Identitat         | Partit        |
| --------- | ----------------- | ------------- |
| 1971-2008 | Maurice Léonard   | PCF           |
| 2008-2010 | Bernard Dehan     | Divers gauche |
| 2010-     | Jean-Paul Castano |               |

## Agermanaments
- Saasenheim